# 齐齐哈尔大学
齐齐哈尔大学，简称齐大，是一所位于中华人民共和国黑龙江省齐齐哈尔市的公办全日制普通高等学校，隸屬於黑龍江省教育廳，並由黑龍江省人民政府領導和管理。该校也是黑龙江省西部地区第一所省属综合性普通高等学校。
齐齐哈尔大学的辦學歷史可以追溯到1952年成立的黑龙江省工科高级职业学校及1958年成立的齐齐哈尔师范专科学校，歷經改制變遷，二校最终于1996年以齐齐哈尔轻工学院及齐齐哈尔师范学院的身份合并，组建齐齐哈尔大学，延續至今。
学校所设专业涵盖文学、理学、工学、教育学、历史学、管理学、法学、农学、经济学、哲学领域，实现了多學科的協調發展；該校也面向全國招生，拥有學士、碩士二級學位授予權；并有资格提供普通高等教育、成人教育、留學生教育以及從業資格培訓。现今学校亦为黑龙江省属重点建设的综合性大学，并曾获得教育部本科教学工作水平评估优秀学校称号。

## 历史沿革
齐齐哈尔大学前身为齐齐哈尔轻工学院以及齐齐哈尔师范学院两所本科院校。其中，齐齐哈尔師範学院的前身为齐齐哈尔师范专科学校。
1958年，中共中央及国务院发出《关于教育工作的指示》，提出要多快好省地发展教育事业，黑龙江省也出现大办教育热潮；经黑龙江省人民委员会批准，教育部备案，齐齐哈师范专科学校于1958年9月成立，由齐齐哈尔市府主管。建校之初，学校开设两个专业；其后所设系所不断增加。1970年，学校升格为齐齐哈尔师范学院。:5191989年10月，中国国家教委批准位于同省黑河地區的黑河师范专科学校由齐齐哈尔师范学院主管，更名为齐齐哈尔师范学院黑河分校，日后学校因为师范学院与轻工学院的合并而更名为齐齐哈尔大学黑河分校。
1952年，黑龙江省人民政府批准成立黑龙江省工科高级职业学校；1953年8月，改称黑龙江省齐齐哈尔工业学校；1955年，再定名为黑龙江省齐齐哈尔化学工业学校，又于1957年改称齐齐哈尔化学工业学校；:2861959年，升格为本科层次的齐齐哈尔化工学院，学校成立后，在化学和化工科基础学术领域具有一定优势，但在20世紀60年代改制變遷，一度转设中专，1975年9月，中华人民共和国第一轻工业部干部在黑龙江省、齐齐哈尔市主管领导陪同下视察化工学校，研究筹办轻工学院事宜。经研议，政府认为基于发展轻工业及加速相关人才的培养的需要，复办轻工学院已成为经济发展的急切要求。1977年，化工学院改名齐齐哈尔轻工学院，主要为黑龙江省及其他东北地区省份培养合格的高等轻化工技术人才。:337-340:284
齐齐哈尔轻工学院、齐齐哈尔师范学院二校于1996年5月合并称为齐齐哈尔大学，并由黑龙江省教委主管，原有的轻工学院、师范学院分别转设为齐大旗下副厅级的工学院及师范学院。2003年，齐齐哈尔市商业学校以及黑龙江省化学工业学校两所中专学校并入齐齐哈尔大学。2004年，成立57年的克山师范专科学校也并入齐大；同年，齐齐哈尔大学黑河分校经中华人民共和国教育部同意，脱离齐大，建立本科层次的黑河学院。

## 校园环境
齐齐哈尔大学校区位於黑龍江省齊齊哈爾市市区西北隅的建华区，校园沿着中华西路及劳动湖带状延伸，学校也因此享有“环湖大学”的美誉；惟学校的景观设计未能充分与劳动湖有机融合，且缺乏层次感及整体感。受到中溫帶大陸性季風氣候的影响。齐大春季较为短暂，校内漫花遍野，夏季炎熱多雨，秋季暫短霜早，冬季漫長、多雪又多风沙；冬季校园景观的营造也较为欠缺。尽管如此，2010年代以来，齐大因贯彻新发展理念以及在建立黑龙江省绿色低碳循环发展经济体系上做出贡献，提高校园绿化及美化水准、完善校内基础性建设工程取得成效、于2021年获黑龙江省教育厅评为黑龙江省首批“绿色学校”。
齐大校区被文化大街分为西校区及中、东校区，学校行政部门位于中校区；其中，中、西二校区通过过街天桥相链接；联外交通便利，齐齐哈尔市2、3、15、18路公交车经行学校周遭道路，可經由部分线路來往於齐市市區及齊齊哈爾站、市长途客运站等交通枢纽。校内有学生宿舍、运动场、食堂、购物中心、音乐厅、齐大游泳馆、文化宫等设施，可以满足教师及学生的校园生活需求。一些知名文艺工作者也时常在校文化宫举办展览、音乐会。

## 学术研究

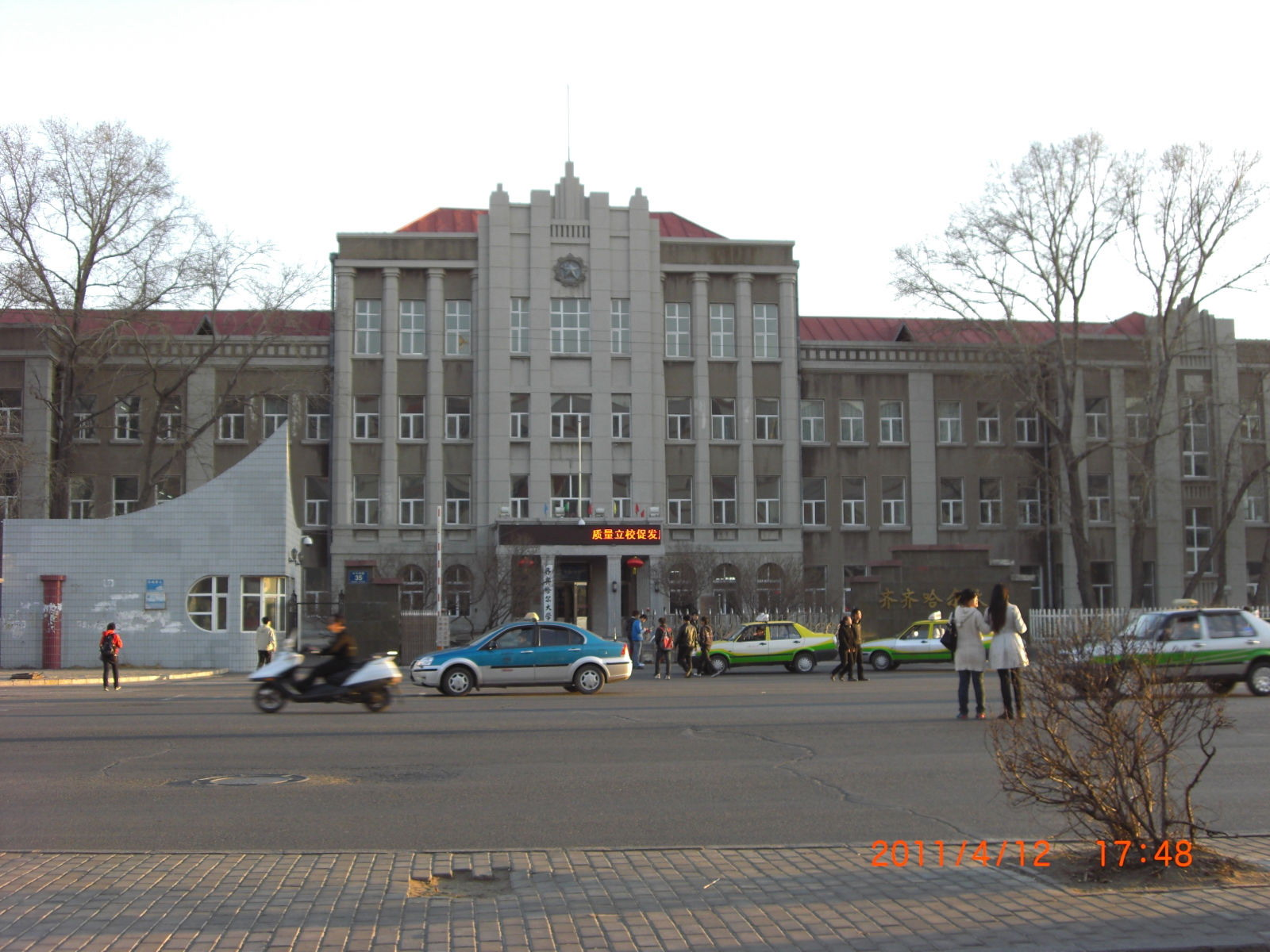
齐齐哈尔大学的一座教学楼

### 系所设置
在齐齐哈尔轻工学院、齐齐哈尔师范学院二校于1996年合并之前，轻工学院已经设有食品工业、化工、纺织等轻工业类专业，主要培养高等轻化工技术人才；:337-340而师范学院主要为黑龙江及邻近省份培养合格的教师，所设专业多为教育学类专业。:519二校合并后，齐大学科综合性不断增强，所设专业逐步覆盖了文学、理学、工学、教育学、历史学、管理学、法学、农学、经济学、哲学等10大学科门类；也包括了从齐齐哈尔师范学院继承下来的师范类专业，因此齐齐哈尔大学也有资格招收公费师范生，为该省培养合格的中小学及幼儿园教师。其中生物科学、汉语言文学、英语、数学与应用数学专业已经通过中华人民共和国教育部师范类专业二级认证；化学工程与工艺专业则通过了工程教育专业认证，具有一定的实力。
| 教学单位名称         | 学科 | 网页 |
| -------------------- | --- | ---- |
| 材料科学与工程学院   | 材料类（材料化学、无机非金属材料工程、高分子材料与工程）；高分子材料与工程                                   | ※    |
| 化学与化学工程学院   | 化工与制药类（包括化学工程与工艺、制药工程、能源化学工程专业）、应用化学、化学（师范类）、环境工程           | ※    |
| 计算机与控制工程学院 | 电气工程及其自动化、计算机类（计算机科学与技术、软件工程）、计算机科学与技术、数据科学与大数据技术、软件工程 | ※    |
| 理学院               | 数学与应用数学（师范类）、信息与计算科学、物理学（师范类）、地理科学（师范类）                               | ※    |
| 文学与历史文化学院   | 中国语言文学类（含师范类）、历史学（师范类）、戏剧影视文学（师范类）、广播电视学、播音与主持艺术             | ※    |
| 生命科学与农林学院   | 生物科学（师范）、生物技术、园艺、园林、林学                                                                 | ※    |
| 美术与艺术设计学院   | 美术学（师范类）、绘画、视觉传达设计、环境设计、产品设计、服装与服饰设计                                     | ※    |
| 体育学院             | 体育教育（师范类）、体育学类（社会体育指导与管理、运动康复）、运动训练                                       | ※    |
| 外国语学院           | 英语（含师范类）、俄语（师范类）、日语、朝鲜语、德语                                                         | ※    |
| 经济与管理学院       | 国际经济与贸易、信息管理与信息系统；工商管理类（工商管理、市场营销、财务管理）、市场营销、酒店管理           | ※    |
| 轻工与纺织学院       | 纺织工程；轻工类（轻化工程、包装工程）                                                                       | ※    |
| 机电工程学院         | 机械类（机械设计制造及其自动化、机械电子工程、过程装备与控制工程）                                           | ※    |
| 教师教育学院         | 教育学、教育技术学、学前教育、小学教育、应用心理学                                                           | ※    |
| 通信与电子工程学院   | 电子信息类（电子信息工程、通信工程）、人工智能、物联网工程                                                   | ※    |
| 食品与生物工程学院   | 食品科学与工程类（食品科学与工程、食品质量与安全）；酿酒工程、生物工程                                       | ※    |
| 哲学与法学学院       | 哲学、法学                                                                                                   | ※    |
| 音乐与舞蹈学院       | 音乐学（师范类）；音乐表演（声乐、键盘、器乐）；舞蹈编导                                                     | ※    |
| 建筑与土木工程学院   | 土木工程、城乡规划、人文地理与城乡规划                                                                       | ※    |
| 国际教育学院         | （主管留学生教育）对外汉语                                                                                   | ※    |
| 马克思主义学院       | 思想政治教育（师范类）                                                                                       | ※    |

### 學術資源及科研成就
在建校之初，齐齐哈尔大学的前身齐齐哈尔轻工学院、齐齐哈尔师范学院就吸引了史怀文、盖钦和、方敏、胡宗鳌等一批专家学者前来执教研究；在文化大革命结束后，中国高等教育得到恢复，学校师生一边创办校办工厂，一边开展科研课题研究，不仅获得了一些国家级科研奖项，科研产品及自行生产的教学仪器面向全国中小学批量生产。
齐齐哈尔大学成立后，学校的科研工作取得了进一步发展；在农学及农产加工领域，齐齐哈尔大学拥有寒区麻及制品研究中心、黑龙江省工业大麻加工技术创新中心、玉米主食工业化工程技术研究中心、果蔬杂粮饮品工程技术研究中心和农业多维传感器信息感知工程技术研究中心等高等科研平台；进入2020年代以来，齐大也在玉米深加工技术获得突破，并研发出了一批以玉米为原料的食物和饮品。受到黑龙江省发展麻产业的影响，齐大也在高质量麻类品种选育、麻栽培及原料开发、纤维精细化加工与纺织品加工技术、染整技术、麻类资源综合利用及产品开发等进行了研究，其成就也增强了中国工业大麻的研发能力及水平。而该校的植物性食品加工技术、汉麻（工业大麻）精深加工及检测关键技术两门學科也已獲黑龍江省教育廳、省財政廳、省發改委評定為「國內一流學科建設學科」。而在其他自然科学领域，学校还拥有微纳传感器件实验室、精细化工实验室等一批科研机构，并在诸如精细化工之类的学科上具有研究优势。
在社会科学领域，齐大在文化、历史、文艺、文化产业等学术领域上开展了深入研究，学校依托与相关县市的文化合作，成立了嫩江流域经济与社会研究中心、嫩江流域历史文化研究基地、黑龙江省西部地区文化传承与发展研究中心等一批文化基地，并在齐齐哈尔等地非物质文化遗产的数位化保护、少数民族文化传承、流人文化、鹤文化等专项文化研究上取得了成就。

## 校园文化

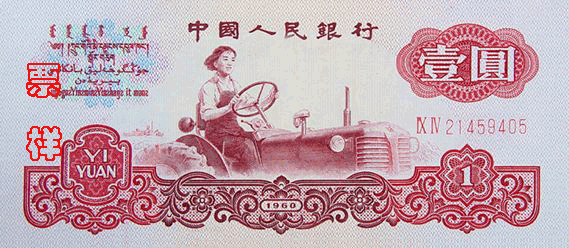
第三套人民币1元券上的梁军

齐齐哈尔大学的校训是“养正毓德，精存自生”，其中“养正毓德”体现该校教育的目的是培养学生纯正的品质；而“精存自生”则体现了齐大致力于塑造学生的气概。学校的办学传统则是“艰苦奋斗、奉献边疆”。另外，作为中华人民共和国首屆勞動模範梁军的母校，齐大发扬了其美德及劳动精神，梁军的事迹也深远地影响了齐齐哈尔大学师生的为人处世风格。而学校的校歌《我们是自豪的齐大人》则由该校教师张振民作词，孙相根及包明德谱曲。
齐齐哈尔大学校内体育设施完善，游泳馆、篮球场、网球场及体育馆等體育場館设施比较齐全，可以满足师生对不同体育项目的需求，校内也因地制宜成立了一些体育社团；该校体育队也时常参与各级体育竞赛，为齐大以及齐齐哈尔市的体育事业发展添砖加瓦。在艺文上，齐大学生编写的话剧《星火》和小品《无悔的选择》曾获得黑龙江省首届大学生艺术展演一等奖及全国大学生艺术展演二等奖；而齐大依托地理、人文优势与齐齐哈尔戏曲剧院一同打造的风情音画《达斡尔人》，不仅有效传承、创新了达斡尔族文化，更实现了大学文化与区域内文化的互动，并带动了齐市旅游产业的发展；以后亦获得教育部特色展示项目及中国“全国少数民族文艺汇演”金奖，该节目也被中国国家民委视为校地合作开展民族文化传承的成功范例。